# Peristedion paucibarbiger
Peristedion paucibarbiger és una espècie de peix pertanyent a la família dels peristèdids.

## Hàbitat
És un peix marí, demersal i de clima tropical que viu fins als 60 m de fondària.

## Distribució geogràfica
Es troba al Pacífic oriental central: Mèxic.

## Observacions
És inofensiu per als humans.